# (2261) Keeler
Pour les articles homonymes, voir Keeler.
(2261) Keeler (1977 HC) est un astéroïde de la ceinture principale découvert le 20 avril 1977 par Arnold R. Klemola à l'observatoire Lick.
Le nom de cet astéroïde est un hommage à l'astronome James Edward Keeler. 